# 紅腹金剛鸚鵡
紅腹金剛鸚鵡，又稱紅腹麥鷍，是鸚形目金刚鹦鹉科紅腹金剛鸚鵡屬下的唯一一種鳥類。這種鸚鵡分佈於南美洲的巴西、委內瑞拉、玻利維亞、哥倫比亞、厄瓜多、法屬圭亞那、蓋亞那、秘魯、蘇利南和千里達及托巴哥等地。
紅腹金剛鸚鵡的體重平均約372.0公克，鳥喙寬平均17.0公釐、深平均30.8公釐、嘴峰長平均约30.5公釐；翼長平均24.0公分；跗蹠平均長20.6公釐；尾長平均21.5公分。主要為植食性，幾乎僅食用曲叶矛榈及菜王棕的果實，居於林地中。
在《國際自然保護聯盟瀕危物種紅色名錄》中，因為其分佈範圍極度廣大，且數量下降的速度並不足以列入易危物種的標準，因而被列入無危物種。

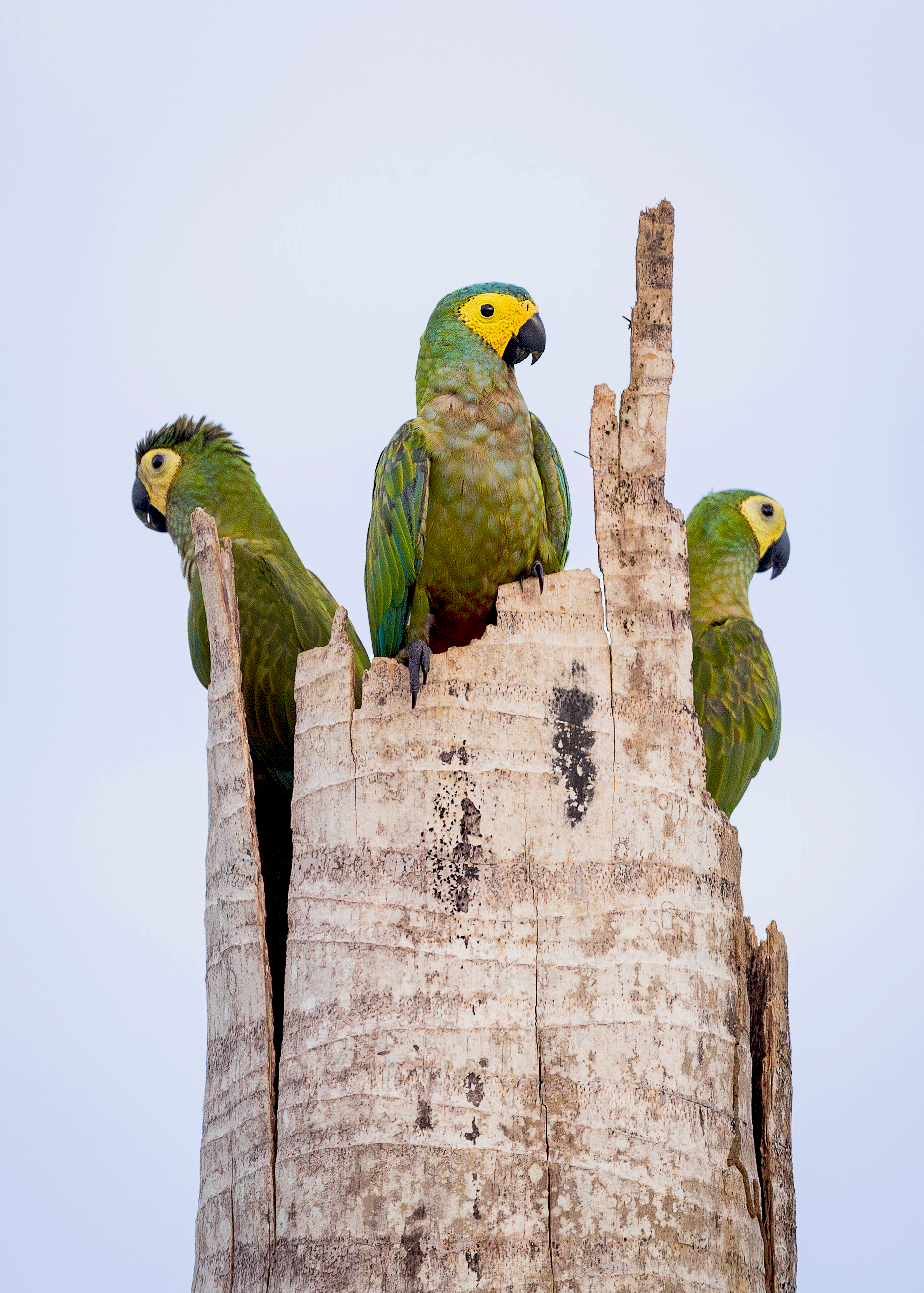
紅腹金剛鸚鵡的鳥窩

## 外部連結
- Xeno-canto上紅腹金剛鸚鵡的叫聲 （页面存档备份，存于）